# Catharina De la Gardie
Catharina De la Gardie, född 11 september 1897 i Svea livgardes församling, Stockholms stad, död 19 mars 1939 i Högalids församling, Stockholms stad, var en svensk hovfröken.

## Biografi
De la Gardie föddes 1897 i Stockholm. Hon var dotter till överstekammarjunkaren greve Casimir De la Gardie och Hedda von Hermansson. De la Gardie blev 3 oktober 1925 hovfröken hos kronprinsessan Louise. Hon avled 1939 i Stockholm.